# Germinação hipógea
Em botânica, a germinação hipógea é aquela em que os cotilédones ficam abaixo da superfície do solo.
Característica da classe das Angiospermas monocotiledôneas.